# Bredmossen-Dalen
Bredmossen-Dalen este o arie protejată (arie specială de conservare — SAC, sit de importanță comunitară — SCI) din Suedia întinsă pe o suprafață de 154,8 ha, integral pe uscat.

## Localizare
Centrul sitului Bredmossen-Dalen este situat la coordonatele 58°37′52″N 11°37′27″E / 58.6311°N 11.6243°E.

## Înființare
Situl Bredmossen-Dalen a fost declarat sit de importanță comunitară în decembrie 1995 pentru a proteja un număr necunoscut de specii din flora spontană și fauna sălbatică aflate în arealul zonei. Situl a fost protejat și ca arie specială de conservare în martie 2011.

## Biodiversitate
Situată în ecoregiunea boreală, aria protejată conține 2 habitate naturale: Mlaștini turboase de tranziție și turbării mișcătoare, Turbării active.
La baza desemnării sitului se află un număr nedeclarat de specii protejate.